# Santi Medici Cosma e Damiano

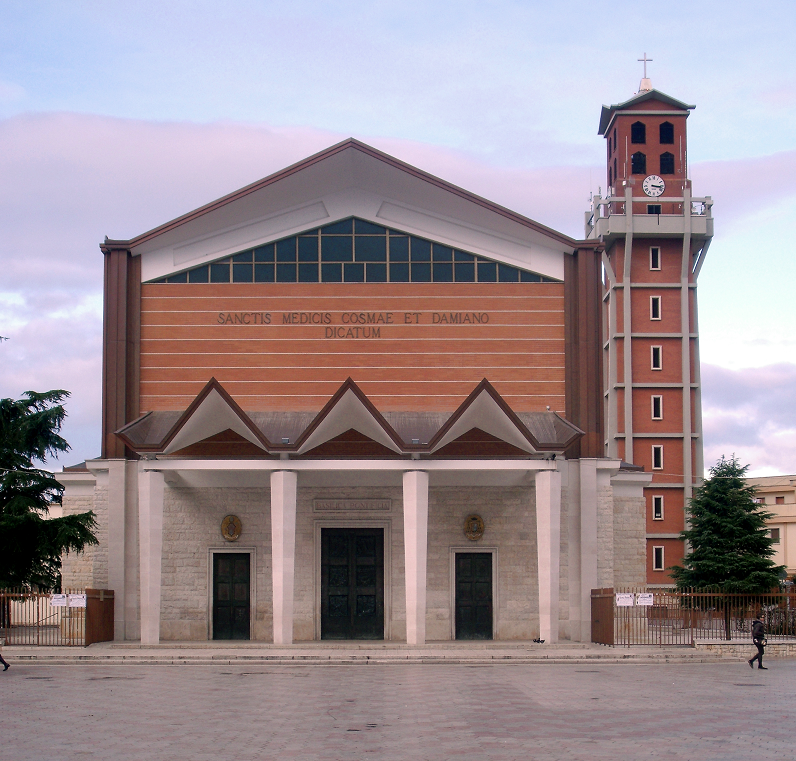
Basilika Santi Medici

Die Basilika Santi Medici Cosma e Damiano ist eine römisch-katholische Kirche in Bitonto in der süditalienischen Region Apulien. Die Pfarr- und Wallfahrtskirche des Erzbistums Bari-Bitonto ist den heiligen Heilkundigen Kosmas und Damian gewidmet und hat den Rang einer Basilica minor. Das Kirchengebäude der Moderne wurde in den 1960er und 1970er Jahren errichtet.

## Geschichte
Die Grundsteinlegung der Basilika Santi Medici fand am 5. Mai 1960 in Anwesenheit des Bischofs von Ruvo und Bitonto Aurelio Marena statt. Die Bauarbeiten an dem Gebäude wurden nach 15 Jahren im Jahr 1973 abgeschlossen, am 19. März desselben Jahres wurde die neue Kirche von Bischof Marena selbst feierlich geweiht. Am 13. Februar 1975 wurde die Kirche von Papst Paul VI. zu einer Basilika minor erhoben.
Sie beherbergt die Reliquien der heiligen Ärzte Kosmas und Damian, die seit dem 16. Jahrhundert in Bitonto bezeugt sind und deren Verehrung in das 14. Jahrhundert zurückreicht. Die Reliquien waren zuvor in der Kirche San Giorgio im alten Stadtzentrum untergebracht, die jedoch nicht mehr ausreichte, um die zahlreichen Gläubigen aufzunehmen, die in die Stadt strömten.
Während des Patronatsfestes der Unbefleckten Empfängnis endet die Prozession von der Kathedrale an der Kirche.

## Beschreibung
Die Saalkirche mit dem Grundriss eines lateinischen Kreuzes besteht aus einem einzigen Kirchenschiff in Stahlbetonbauweise von 60 Metern Länge, während das Querschiff 20 Meter breit ist. Über der Vierung erhebt sich eine imposante Kuppel mit sechseckiger Basis. Im um vier Stufen erhöhten Altarraum steht ein Altar aus weißem Carrara-Marmor. In einer Nische auf der Vorderseite des Altars steht der Reliquienschrein mit den Arm- und Handreliquien. Hinter dem Altar befinden sich in der Mitte der Apsis eine Kathedra aus rotem Granit und eine Kristallstruktur mit den Statuen der heiligen Ärzte. Unter der Kirche liegt eine neunschiffige Krypta. Deren Altarraum ist mit Ikonen und einem Flachrelief aus dem 14. Jahrhundert ausgestattet.
Die linke Kirchenwand ist mit einem großen Mosaik dekoriert, das die Erscheinung der Unbefleckten Empfängnis an General Montemar während der Schlacht von Bitonto im Jahr 1734 darstellt. Die Kirchenfassade weist von Norden auf die Piazza XXVI Maggio 1734, wo sich der Obelisk Karls III. befindet. Hinter der Basilika erhebt sich auf der rechten Chorseite der pyramidenstumpfförmige Campanile mit quadratischem Grundriss.

## Orgel
Auf der Chorempore an der Gegenfassade steht die große Orgel, die 1971 von der Orgelbaufirma Fratelli Ruffatti aus Padua gebaut wurde. Das Instrument mit elektrischer Übertragung und Spieltisch am Boden des Kirchenschiffs verfügt über 60 Register auf drei Manualen und Pedal.